# SC Gooiland in het seizoen 1969/70
Het seizoen 1969/1970 was het 15e jaar in het bestaan van de Hilversumse betaaldvoetbalclub SC Gooiland. De club kwam uit in de Tweede divisie en eindigde daarin op de 12e plaats. Tevens deed de club mee aan het toernooi om de KNVB beker, hierin werd de club in de eerste ronde, na strafschoppen, uitgeschakeld door AZ '67 (0–0).

## Wedstrijdstatistieken

### Tweede divisie
|       | AGOVV | Baronie | SC Drente | EDO   | EVV   | Heeerenveen | Hermes DVS | Limburgia | NOAD  | PEC   | RBC   | Roda JC | Velox | FC VVV | Wageningen | ZFC   |
| ----- | ----- | ------- | --------- | ----- | ----- | ----------- | ---------- | --------- | ----- | ----- | ----- | ------- | ----- | ------ | ---------- | ----- |
| Thuis | 1 – 3 | 2 – 0   | 1 – 3     | 1 – 1 | 0 – 1 | 1 – 1       | 0 – 1      | 1 – 3     | 0 – 0 | 1 – 1 | 2 – 1 | 2 – 2   | 1 – 1 | 3 – 0  | 0 – 4      | 3 – 0 |
| Uit   | 2 – 2 | 3 – 0   | 1 – 2     | 1 – 1 | 2 – 2 | 1 – 1       | 5 – 2      | 3 – 1     | 1 – 2 | 5 – 0 | 0 – 0 | 1 – 0   | 1 – 1 | 1 – 4  | 2 – 0      | 1 – 0 |

### KNVB beker
| 1e ronde                                                 | SC Gooiland | 0 – 0 AZ '67 wint na strafschoppen | AZ '67 |
| 19 oktober 1969 Plaats: Hilversum Gemeentelijk Sportpark |             |                                    |        |

## Statistieken SC Gooiland 1969/1970

### Eindstand SC Gooiland in de Nederlandse Tweede divisie 1969 / 1970
| Stand | Gespeeld | Gewonnen | Gelijk | Verloren | Punten | Doelpunten voor | Doelpunten tegen |
| ----- | -------- | -------- | ------ | -------- | ------ | --------------- | ---------------- |
| 12e   | 32       | 7        | 12     | 13       | 26     | 37              | 52               |

### Topscorers
| #              | Naam               | Goal |
| -------------- | ------------------ | ---- |
| 1.             | Gerard Hogenbirk   | 13   |
| 2.             | Mihajlo Samardžić  | 8    |
| 3.             | Piet Boogaard      | 6    |
| 4.             | Paul Behn          | 2    |
| 4.             | Rob Jansen         | 2    |
| 4.             | Wim Riechelman     | 2    |
| 7.             | Johan Schouten     | 1    |
| Eigen doelpunt |                    |      |
| –              | Tonny Adam (Velox) | 1    |
| Totaal         | Totaal             | 37   |

| #      | Naam        | Goal |
| ------ | ----------- | ---- |
| –      | Geen speler | 0    |
| Totaal | Totaal      | 0    |

## Voetnoten
AGOVV · Baronie · SC Drente · EDO · Eindhoven · Gooiland · Heerenveen · Hermes DVS · Limburgia · NOAD · PEC · RBC · Roda JC · Velox · FC VVV · Wageningen · ZFC